# Уметбаев, Виль Гайсович
Виль Гайсович Уметба́ев (баш. Вил Ғайса улы Өмөтбаев; 14 февраля 1938 – 12 декабря 2020, Уфа) — советский и российский учёный-нефтяник, специалист по методам и технологии ремонтно-изоляционных работ в скважинах, автор методик исследования геолого-технического состояния скважин, восстановления их работоспособности.

## Биография
Родился 14 февраля 1938 года в селе Аскарово Абзелиловского района БАССР. Окончил Уфимский нефтяной институт (1961), инженер-нефтяник. Работал в Южно-Казахстанской нефтеразведочной экспедиции: помощником бурильщика, старшим инженером, главным инженером экспедиции (1961—1965 гг.). С 1965 года в БашНИПИнефти — старший инженер, старший научный сотрудник, заведующий сектором, заведующий лабораторией. В 1979—1982 годах находился в заграничной командировке в Алжире в качестве эксперта в области разработки и эксплуатации нефтяных месторождений. В 1974 году защитил кандидатскую диссертацию, в 1997 году — докторскую диссертацию. С 2003 года — главный научный сотрудник ОАО ПТФ «Геофизика» (г. Уфа), председатель диссертационного совета по присуждению кандидатских и докторских степеней. С 2006 года — председатель Государственной аттестационной комиссии (ГАК) в Уфимском государственном нефтяном техническом университете.
12 декабря 2020 года сбит автомашиной.

## Заслуги
- Разработал методы и технологии ремонтно-изоляционных работ в скважинах
- создал методологию исследований геолого-технического состояния скважин, разработал технологии восстановления их работоспособности
- Является автором более 200 научных трудов и 6 монографий, около 30 патентов и авторских свидетельств на изобретения
- В мае 2006 года избран Почетным академиком Российской академии естественных наук (РАЕН)[2]
- Подготовил более 10 кандидатов технических наук.

## Награды
- Уметбаеву В. Г. присвоены почётные звания:

«Заслуженный работник Минтопэнерго Российской Федерации»
«Заслуженный деятель науки и техники Башкирской АССР».
- Награждён:

Почётной грамотой Президиума Верховного Совета Башкирской АССР
Почётными грамотами Министерства нефтяной промышленности СССР и Минтопэнерго Российской Федерации
Медалями

## Вклад
- А. В. Блажевич, Е. Н. Умрихина, В. Г. Уметбаев. Ремонтно-изоляционные работы при эксплуатации нефтяных месторождений.- М.: Недра, 1981[3].
- В. А. Блажевич, В. Г. Уметбаев Справочник мастера по капитальному ремонту скважин. — М.: Недра, 1985[4].
- В. Г. Уметбаев, В. Ф. Мерзляков, Н. С. Волочков. Капитальный ремонт скважин. Изоляционные работы. — Уфа: РИЦ АНК «Башнефть», 2000[5].
- В. Г. Уметбаев, В. Ф. Мерзляков. Капитальный ремонт как средство экологического оздоровления фонда скважин. — Уфа: БашНИПИнефть, 1995[6].